# DOSAAF

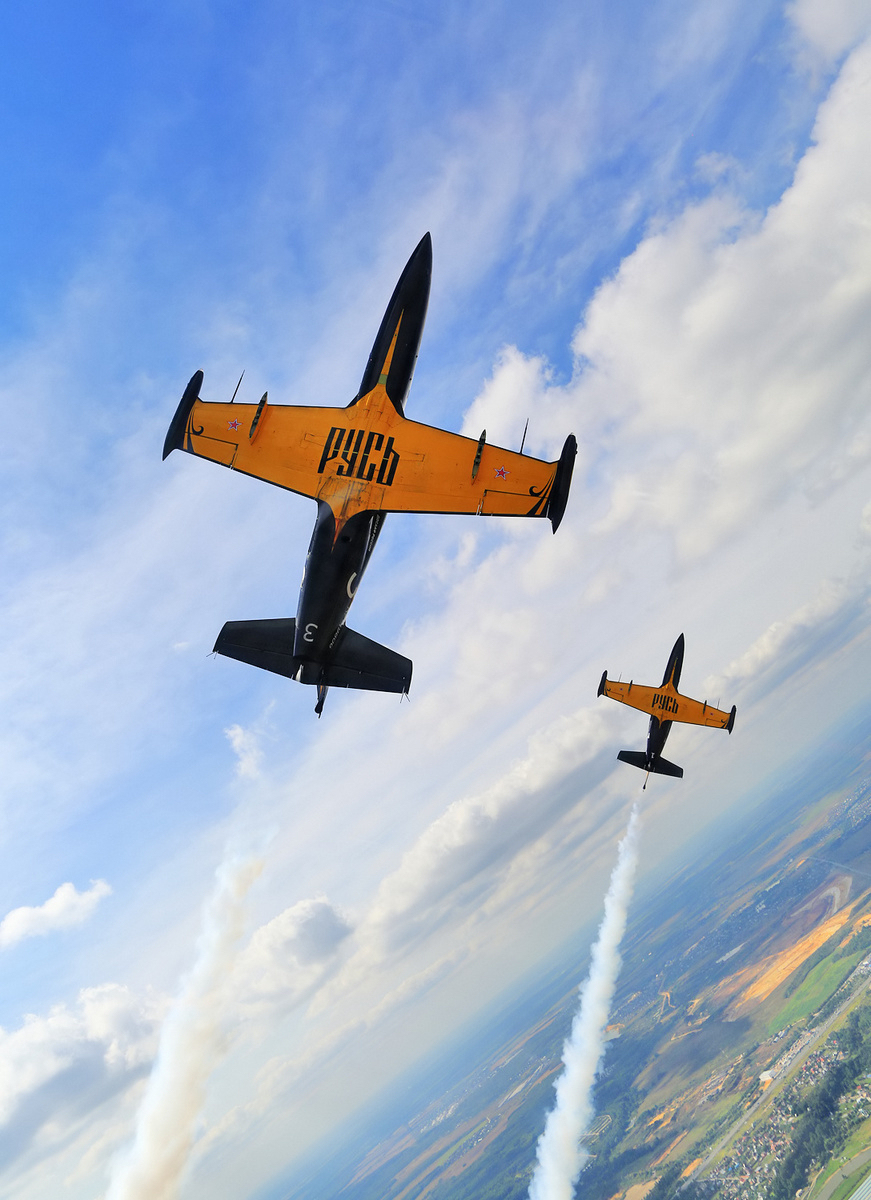
Aero L-39 Jets der РУСЬ (dt.: Rus), Fluggruppe der russischen DOSAAF, am 28. August 2015 bei einer Flugvorführung während der MAKS.

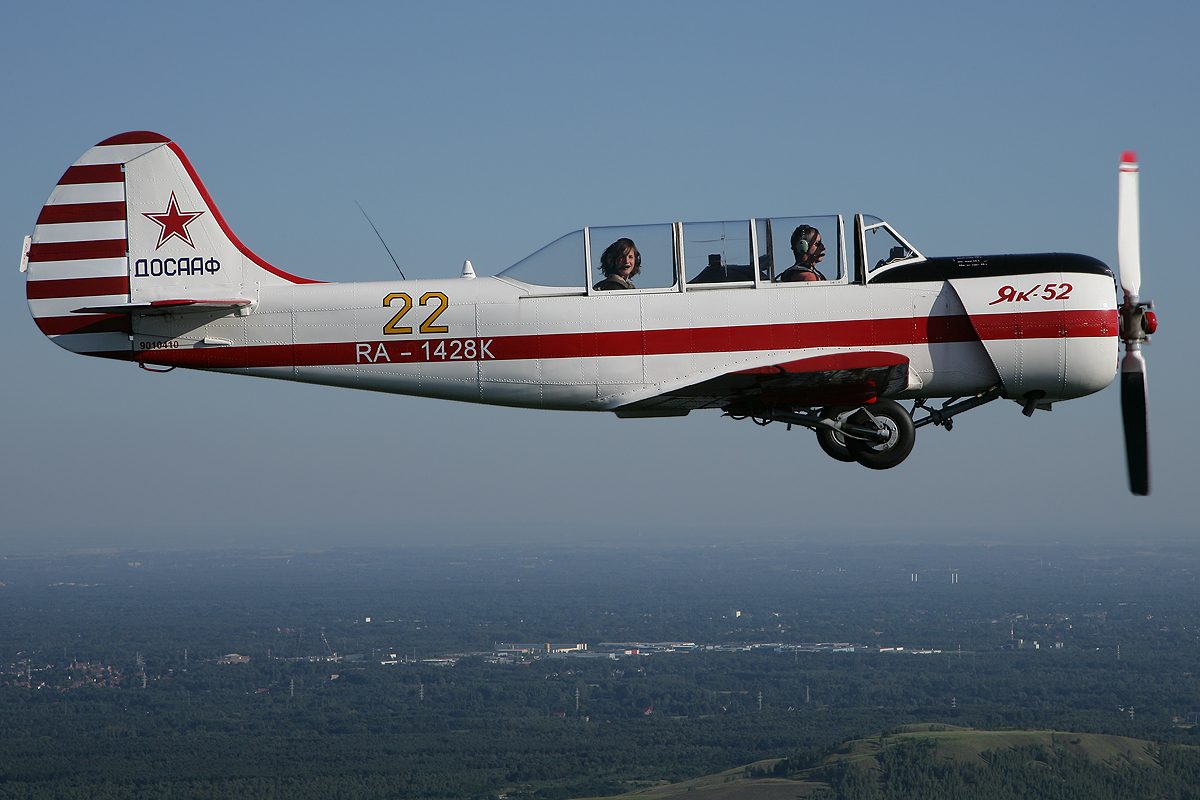
Jakowlew Jak-52, ehemals Schulflugzeug der DOSAAF

DOSAAF (russisch Добровольное общество содействия армии, авиации и флоту, so viel wie Freiwillige Gesellschaft zur Unterstützung der Armee, der Luftstreitkräfte und der Flotte) war eine paramilitärische sowjetische Massenorganisation zur Stärkung der Verteidigungsbereitschaft.
Die Organisation wurde am 20. August 1951 als Nachfolger der OSSOAWIACHIM aus den Teilgesellschaften DOSARM, DOSAW und DOSFLOT, die jede für eine eigene Teilstreitkraft zuständig waren, zusammengefasst und gegründet.
Nach der Auflösung der Sowjetunion besteht die DOSAAF sowohl in Russland als auch in Belarus und in der Ukraine als jeweils eigenständige Organisation fort.
 ROSTO (РОСТО - Российская оборонная спортивно-техническая организация) Die russische Organisation für Verteidigungssport wurde am 25. September 1991 als Organisation in Russland gegründet. In Übereinstimmung mit dem Erlass des Präsidenten der Russischen Föderation war sie Rechtsnachfolgerin der DOSAAF UdSSR auf dem Territorium der Russischen Föderation. Am 7. Dezember 2009 wurde durch eine Resolution der Regierung der Russischen Föderation dieser Organisation der historische Name DOSAAF zurückgegeben.

## Ziele
Durch die Mitgliedschaft in der DOSAAF sollten Jugendliche sportlich wie auch technisch auf ihren Wehrdienst in den sowjetischen Luftstreitkräften vorbereitet werden. Dazu gehörten Aktivitäten wie Motorsport, Segelfliegen, Fallschirmspringen, Sportschießen oder auch Amateurfunk. Diese vormilitärische Ausbildung war der KPdSU wichtig genug, um ihr Flugplätze und Schießstände zur Verfügung zu stellen. Satellitenstaaten der Sowjetunion gründeten später nach diesem Vorbild eigene Organisationen, in der ČSSR den Svazarm, in der DDR die GST.

## Vorsitzende
- 1951–1953: Generaloberst Wassili Iwanowitsch Kusnezow
- 1953–1955: Generalleutnant Nikolai Fjodorowitsch Gritschin
- 1955–1960: Generaloberst Pawel Alexejewitsch Below
- 1960–1964: Armeegeneral Dmitri Danilowitsch Leljuschenko
- 1964–1971: Armeegeneral Andrei Lawrentjewitsch Getman
- 1971–1981: Generaloberst, ab 1972 Marschall der Flieger Alexander Iwanowitsch Pokryschkin
- 1981–1988: Flottenadmiral Georgi Michailowitsch Jegorow

Russland
- ? – 2024: Generaloberst Alexander Kolmakow
- 2024 –  : Armeegeneral Alexander Dwornikow